# Peter Agre

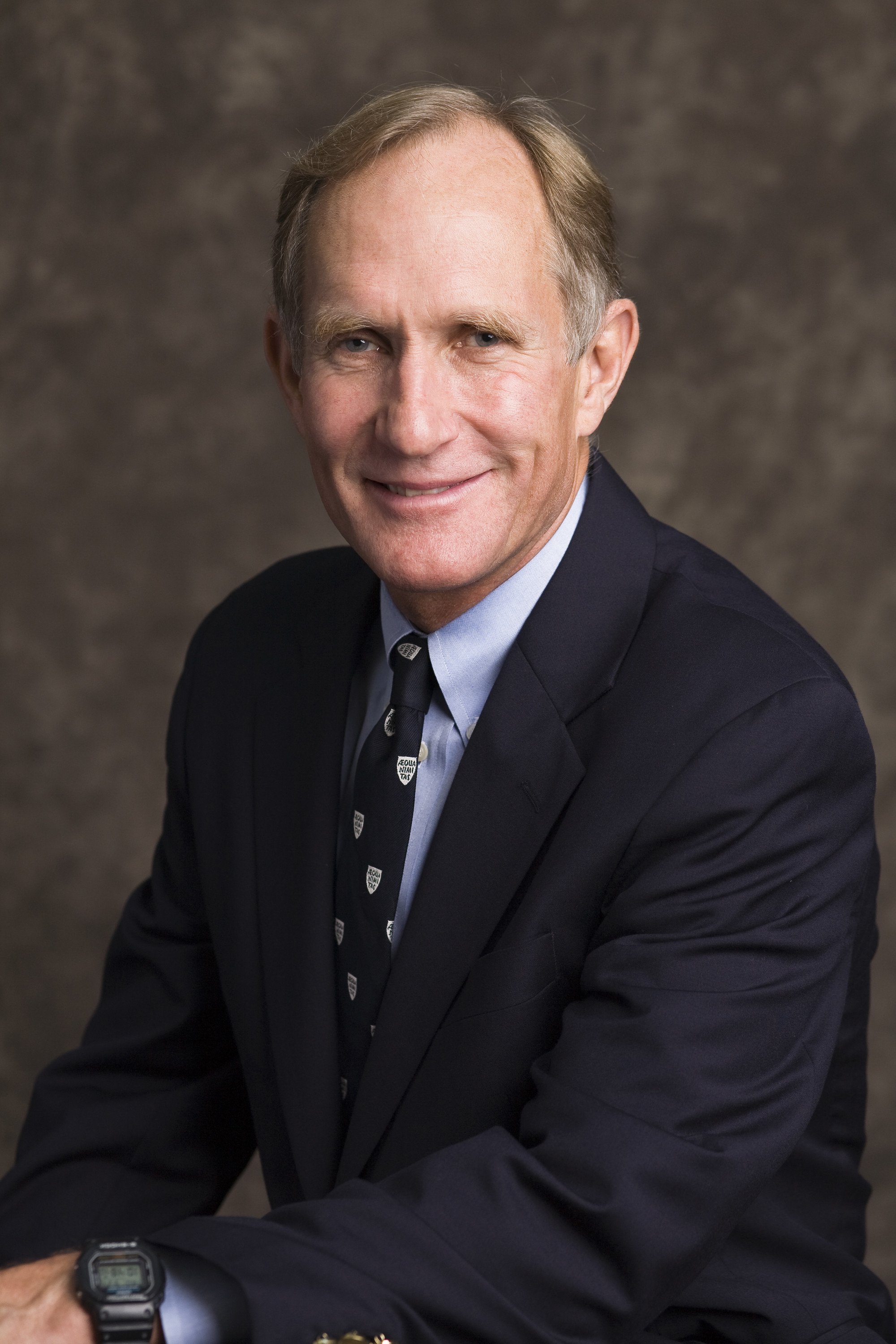
Peter Agre

Peter Courtland Agre (* 30. Januar 1949 in Northfield, Minnesota) ist ein US-amerikanischer Mediziner und Molekularbiologe sowie Nobelpreisträger für Chemie.

## Leben
Peter Agre absolvierte ein Chemiestudium am Augsburg College in Minneapolis (Minnesota), anschließend studierte er Medizin an der Johns Hopkins University in Baltimore (Maryland), an der er seit Januar 2008 auch lehrt.
Für die Erforschung von Kanälen in Zellmembranen wurde ihm 2003 zusammen mit Roderick MacKinnon (USA) der Nobelpreis für Chemie zuerkannt. Peter Agre erhielt den Preis für die Entdeckung von Wasserkanälen.
Dass die Zellen des Körpers neben dem unspezifischen Transport des Wassers über die Zellmembran auch spezifische Kanäle für den Transport von Wasser besitzen müssten, ahnte man schon zu Mitte des 19. Jahrhunderts, den genauen Transportmechanismus jedoch suchte man lange vergeblich. Erst 1988 gelang es schließlich Peter Agre, die molekularen Vorgänge im Detail zu entschlüsseln. Er isolierte ein Membranprotein, von dem er gut ein Jahr später erkannte, dass dieses der lange gesuchte Wasserkanal sein musste. Weitere Forschungen bestätigen seine Entdeckung – das Protein taufte Agre auf Aquaporin für Wasserpore. Es handelt sich um eine große Protein-Familie, wie man heute weiß – alleine im menschlichen Körper wurden elf verschiedene Varianten gefunden. Diese entscheidende Entdeckung des US-Forschers öffnete die Tür zu einer ganzen Reihe von biochemischen, physiologischen und genetischen Studien an Wasserkanälen in Bakterien, Pflanzen und Säugetieren. Heute können die Forscher einem Wassermolekül auf seinem Weg durch die Zellmembran im Detail folgen. Dies verbessert das Verständnis einer Reihe von Krankheiten (u. a. der Niere, des Herzens, der Muskeln und des Nervensystems).
Im Jahr 2000 wurde er zum Mitglied der National Academy of Sciences gewählt, ebenso wie 2003 in die American Academy of Arts and Sciences. Seit 2004 ist er gewähltes Mitglied der American Philosophical Society. 2010 wurde er Präsident der American Association for the Advancement of Science. Seit 2011 ist er auswärtiges Mitglied der Russischen Akademie der Wissenschaften sowie Ehrenmitglied der Royal Irish Academy. 2016 erhielt Agre die George M. Kober Medal.
Agre erhielt Ehrendoktorwürden von Universitäten auf der ganzen Welt, darunter Japan, Norwegen, Griechenland, Mexiko, Ungarn und den Vereinigten Staaten.